# Municipio de Washington (condado de Jackson, Ohio)
El municipio de Washington (en inglés, Washington Township) es un municipio del condado de Jackson, Ohio, Estados Unidos. Tiene una población estimada, a mediados de 2022, de 786 habitantes.

## Geografía
Está ubicado en las coordenadas 39°9′32″N 82°35′41″O / 39.15889, -82.59472. Según la Oficina del Censo, tiene una superficie de 58.0 km², correspondientes en su totalidad a tierra firme.

## Demografía
Según el censo de 2020, en ese momento había 796 personas residiendo en la zona. La densidad de población era de 14 hab./km². El 96.5 % de los habitantes eran blancos, el 0.3 % eran afroamericanos, el 0.1 % era amerindio, el 0.1 % era de otra raza y el 3.0 % eran de una mezcla de razas. No había hispanos o latinos viviendo en la región.